# 빈야사 요가
빈야사 요가 또는 빈야사(vinyasa,Sanskrit : विन्यास, IAST : vinyāsa)는 빈야사 크라마 요가(Vinyasa Krama Yoga),
아쉬탕가 빈야사 요가(Ashtanga Vinyasa Yoga) 및 비크람 요가(Bikram Yoga)등에서 보여지는 움직임을 주로 다루는 요가이다. 이러한 맥락에서 빈야사는 운동과 같은 현대 요가 스타일과 아사나(자세) 사이의 부드러운 전환을 주요하게 다루는 요가라고 볼 수 있다.

## 같이 보기
- 필라테스
- 간화 태극권